# Schedocentrus titschacki
Schedocentrus titschacki är en insektsart som beskrevs av Max Beier 1960. Schedocentrus titschacki ingår i släktet Schedocentrus och familjen vårtbitare. Inga underarter finns listade i Catalogue of Life.